# Че (дарижа)
Че (‏ڜ‏‎) — буква расширенного арабского письма, используемая в марокканском и алжирском диалектах арабского языка, а также в арабском алфавите ваханского языка.

## Использование
В алжирском и марокканском диалектах арабского языка обозначает звук [t͡ʃ].
В ваханском языке обозначает звук [ʂ], в иранистической транскрипции передаваемый как ṣ̌.